# American Football in Israel
American Football in Israel (AFI) ist der Dachverband für American Football in Israel. Er ist Mitglied der IFAF Europe, einem Kontinentalverband der International Federation of American Football (IFAF).

## Geschichte
Gegründet wurde der Verband 1989 von Steve Leibowitz. Anfang 2004 wurde der Verband vom Ministerium für Bildung, Kultur und Sport anerkannt.

## Veranstaltungen
Die AFI organisiert Ligen im Flag Football für Männer, Frauen und die Jugend und im Tackle Football für Männer und die Jugend. 2014 trugen sie die Flag-Football-Weltmeisterschaft aus.